# Festung Surami

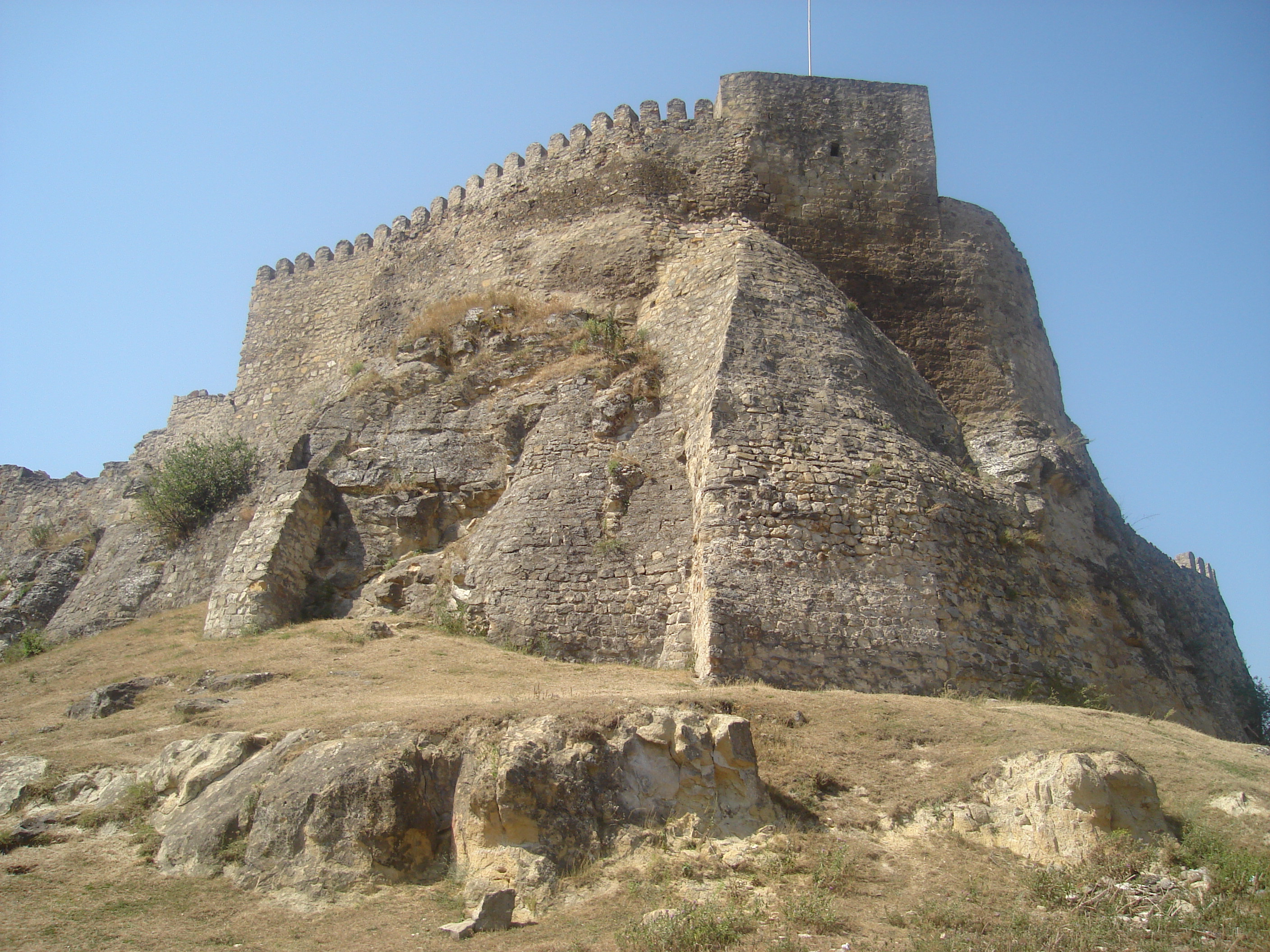
Festung Surami

Die Festung Udscharma (georgisch სურამის ციხე) ist eine mittelalterliche georgische Festung in der Region Innerkartlien, in der Munizipalität Chaschuri, sie beherrscht den nördlichen Teil der Stadt Surami und liegt am linken Ufer des Flusses Suramula.
Für die Errichtung der Festung war deren topographische Lage im Zentrum Georgiens an einem canyonartigen Durchbruchstal und nahe dem Surami-Pass über die Likhi Berge (georgisch ლიხის ქედი) - und Surami Berge (georgisch სურამის ქედი) ausschlaggebend. 
Heute ist noch immer unklar, wann und von wem die ältesten Teile der Festung Surami errichtet wurden.
Archäologische Funde belegen: bereits in der Bronzezeit war das Gebiet um die Festung besiedelt. Der georgische Historiker Platon Ioseliani beschreibt in seinen Werken, dass die ersten Anlagen schon im 2. Jahrhundert vor Ch. vom iberischen (georgischen) König Parnadschomi errichtet worden sein.
In türkischen und persischen Quellen finden sich weitere Belege:
- Nach einem osmanischen Schriftsteller Evliya Çelebi ist der Ausbau der Festung auf Anweisung des persischen Großkönigs Chosrau I. Anuschirwan erfolgt.[3]
- Nach dem persischen Historiker Iskander Musch wurde die Festung von Abbas I. erbaut.[4]

Heute wird von georgischen Wissenschaftler aus den Bauresten gedeutet, dass die zugehörigen Gebäude im  11. Jahrhundert errichtet wurden.
Als Zeugnis der Landesgeschichte wurden Teile der Festungsmauer restauriert und bilden so einen touristischen Anziehungspunkt in der Stadt. Von der Mauerkrone hat man einen Panoramablick über den Talkessel und die jüngeren Bauwerke der Stadt, zu denen auch eine Muttergottes-Kirche und die Kviratskhoveli-Kirche zählen.